# 櫻井孝
櫻井 孝（さくらい たかし、1956年 - ）は、日本の特許庁技官、弁理士。特許技監を最後に退官し、工業所有権協力センター副理事長、知的財産研究教育財団理事。

## 人物・経歴
長野県生まれ。長野県飯田高等学校を経て、1978年新潟大学工学部卒業、特許庁入庁。1982年特許庁特許審査官。1990年外務省在インド日本国大使館一等書記官。1996年特許庁審査企画官。1997年財団法人知的財産研究所研究部長。2001年特許庁国際課長。2004年特許庁首席審査長。2006年特許庁調整課長。2007年特許庁特許審査第四部長。2011年特許技監。2013年に退任後、弁理士、工業所有権協力センター専務理事調査業務センター長、工業所有権協力センター副理事長、知的財産研究教育財団理事。

## 著書
- 『明治の特許維新 : 外国特許第1号への挑戦！』発明協会、2011年4月18日、ISBN 978-4-8271-0994-8